# Martin Hausenblas
Martin Hausenblas (* 30. října 1973 Děčín) je český politik, podnikatel a filantrop, od roku 2014 zastupitel města Ústí nad Labem (v letech 2014 až 2015 první náměstek primátora, od roku 2021 opět náměstek primátora).

## Život
Studoval informační systémy (získal titul MBA). V roce 1999 založil společnost ADLER Czech (od roku 2020 přejmenovanou na MALFINI, a.s.), která se věnuje výrobě značkového reklamního textilu a pracovních oděvů. V roce 2019 dodala firma na trh přes 17 milionů kusů oblečení a vykázala obrat ve výši 1,381 miliard korun. Je také zakladatelem a spolumajitelem[kdy?] on-line taxislužby Liftago, která propojuje prostřednictvím aplikace licencované řidiče taxíků s pasažéry a díky fixním cenám bojuje proti okrádání klientů.
Prohlašuje o sobě, že ačkoli se narodil v Děčíně, je ústeckým patriotem. V roce 2010 založil Stipendijní fond Renesance, který do roku 2018 finančně podpořil 39 studentů v Ústeckém kraji, kteří chtěli vyjet studovat do zahraničí. Angažuje se v občanské iniciativě I love Ústí, která na Facebooku monitoruje život v Ústí nad Labem s vizí „napomáhat vzniku občanské společnosti svobodných lidí, kteří se zajímají o své město a také pomoci vytvořit město, kde se dlouhodobě (udržitelně) dobře žije.“ Zasadil se o záchranu ústeckého kina Hraničář a s ním i Činoheráku. Od roku 2013 je členem správní rady Nadačního fondu pomoci. Je také zakladatelem občanského sdružení Podnikáme bez korupce.
V roce 2021 byl vyhlášen EY Podnikatelem roku 2020 Ústeckého kraje nejen za své podnikatelské aktivity, ale „především za celospolečensky prospěšné počiny v environmentální oblasti, rozvoji Ústeckého regionu nebo účasti u zrodu celosvětově známého projektu Covid Czechia a kampaně #Masks4all na podporu nošení roušek.“
Martin Hausenblas se otevřeně hlásí ke své homosexuální orientaci. Se svým mužem uzavřel v září 2019 registrované partnerství. Je zastáncem rovného manželství pro všechny.
Mezi jeho zájmy patří cestování, turistika a plavání. V roce 2011 koupil a začal rekonstruovat zámeček Skrytín na Děčínsku, kde v současné době žije. V roce 2020 se stal prvním českým podnikatelem, který se rozhodl velkou část svého majetku veřejně odkázat na dobročinné účely. Tvrdí, že by „byl šťastný, kdyby se podařilo dát do konce roku seznam dalších 20 lidí z Česka, kteří se zavážou k něčemu podobnému.“

## Politické působení
V komunálních volbách v roce 2010 kandidoval jako člen TOP 09 do Zastupitelstva Městského obvodu Ústí nad Labem-město, ale neuspěl. Následně už v roce 2011 ze strany vystoupil. Jako jeden z důvodů uvedl nesouhlas s veřejným chováním Miroslava Kalouska.
V komunálních volbách v roce 2014 byl poprvé zvolen zastupitelem města Ústí nad Labem, když jako nestraník vedl kandidátku subjektu PRO! Ústí (tj. nezávislí kandidáti, Piráti a Zelení). Sdružení PRO! Ústí vzniklo na základě „dlouhodobé nespokojenosti aktivních občanů se způsobem nakládání s veřejnými prostředky v Ústí nad Labem a systémem vládnutí založeným na klientelistických vazbách a zneužívání politické moci.“ Společnou vizí hnutí PRO! Ústí je „Ústí nad Labem jakožto čisté, živé a otevřené město, kde se dobře žije udržitelným způsobem." Ve volbách získali 17,4 % hlasů a skončili na druhém místě ze všech 14 kandidujících subjektů. Dne 10. listopadu 2014 byl Hausenblas zvolen 1. náměstkem primátora města pro oblasti: dohled nad majetkem města, společnostmi a organizacemi s majetkovým podílem města, zavedení principů průhledného hospodaření a open data. Post zastával pouze do 24. června 2015, kdy se rozpadla magistrátní koalice, Hausenblas byl z funkce odvolán a PRO! Ústí skončilo v opozici.
Ve volbách do Senátu PČR v roce 2016 kandidoval jako nestraník za hnutí JsmePRO! v obvodu č. 31 – Ústí nad Labem. Jeho kandidaturu podporovaly také SZ a Piráti. Se ziskem 12,14 % hlasů skončil na 3. místě a do druhého kola nepostoupil.
V komunálních volbách v roce 2018 obhájil jako nezávislý kandidát za subjekt PRO! Ústí post zastupitele města Ústí nad Labem. V únoru 2021 byl po obměně městské koalice zvolen do funkce náměstka primátora, ve které odpovídá např. za strategický rozvoj, životní prostředí, příspěvkovou organizaci Městské služby a dopravu (společně s primátorem Petrem Nedvědickým). Mezi priority nového vedení patří mj. aktivní řešení a koordinace projektu vysokorychlostní trati z Prahy přes Ústí do Drážďan, který Hausenblas dlouhodobě podporuje.